# Ђуан Салват Папасеит
Ђуан Салват Папасеит (кат. Joan Salvat-Papasseit; Барселона, 16. мај 1894 — Барселона, 7. август 1924) је био један од најзначнијих каталонских песника авангарде.

## Живот
Папасеит је рођен у радничкој породици, тако да није имао прилику да стекне формално образовање. Поред скромног порекла успео је да се образује читајући дела Ничеа, Ибзена и Максима Горког. Отац му је умро када је био дете, након чега Папасеит 1901. године одлази у дом за незбринуту децу. Као младић се бавио различитим пословима, а око 1914. године се придружује унији социјалистичке омладине (Juventud Socialista).
Оженио се 1918. године са Карме Елеутерио (Carmen Eleuterio) и са њом је имао две ћерке Саломе и Нурију (Salomé y Núria) за које је написао књигу Els nens de la meva escala: dites d'infants.
Био је крхког здравља те се лечио у санаторијумима у Ескалдесу и Амели ле Бен Палалди што је знатно утицало на његов рад. Умро је 1924. године у тридесетој години од туберкулозе.

## Дело
Када се придружио унији социјалистичке омладине почиње да пише за анархистичке и социјалистичке часописе попут Los Miserables, La Justicia Social of Reus and Sabadell Federal. Борио се за права радничке класе и често је писао под псеудонимом Горкиано (Gorkiano). У то време је писао на шпанском језику.
Након 1919. године почиње да ради на одељењу за књиге у Galeries Laietanes које касније носи назив Национална библиотека Каталоније (Llibreria Nacional Catalana). Помоћу свога брата Микела то одељење претвара у центар авангардног покрета нарочито након одласка у Париз 1920. године када се упознаје са авангардним писцима.
Услед разочараности у социјализам и личне кризе, напустио је политику и бавио се искључиво поезијом до краја свог живота. Своју бунтовничку природу је изразио пишући расправе међу којима су: Un Enemic del Poble (1917—1919) - којим се окренуо футуризму; Arc-Voltaïc (1918) - коме су допринели Ђуан Миро, Рафаел Барадас и Хоаким Торес Гарсија; Proa (1921) - са поставангардним тенденцијама. Основао је издавачке куће Salvat-Papasseit Llibreters.

### Есеји
Његови есеји су сакупљени и објављени у три збирке:
1. Humo de fábrica, (1918) чији је пролог написао Анхел Самбланкат (Àngel Samblancat).
2. Mots propis, (1917—1919) - текстови писани по угледу на идеје Ничеа и Тореса Гарсије.
3. La ploma d'Aristarc - есеји који нису објављени.

### Поезија
Написао је шест збирки песама од којих је последња објављена постхумно:
1. Poemes en ondes hertzianes (1919); песме су илустровали Рафаел Барадас и Хоаким Торес Гарсија. У овој збирци поезије изражено је песниково откриће футуризма као правца, као и његова жеља да створи сопствени стил поезије.
2. L'irradiador del Port i les gavines (1921); у овом наставку Папасеит продубљује идеје футуризма.
3. Les conspiracions (1922); састављена је из осам песама инспирисаних национализмом.
4. La gesta dels estels (1922); у овој збирци стварне догађаје поистовећује са митологијом користећи елегије.
5. El poema de la rosa als llavis (1923); је збирка љубавних песама са елементима еротике.
6. Óssa Menor (1925); у својој последњој збирци Папасеит одбија да се приклони и боји смрти.

#### Одлике поезије
Инспирацију за своју поезију је црпео из стварних догађаја и био је под утицајем нових проналазака попут струје, телеграфа, итд. због чега је био окренут идејама футуризма. Пошто је као млад радио у луци, теме заступљене у његовим песмама су море, морнари и луке што карактерише његов авантуристички дух.
И сам је писао калиграме по угледу на Аполинера, а угледао се у значајној мери на футуризам заступљен код Маринетија.
Његове љубавне песме имају елементе еротике. Једна од најзначајнијих збирки еротске поезије у Европи је његова збирка песама Поема о ружи на уснама (El poema de la rosa als llavis).
Његов стил писања је једноставан, разумљив и ствара јасне слике. Његови стихови одишу оптимизмом. О смрти је написао само једну песму.
Тек је шездесетих година 20. века јавност стекла веће интересовање за његово стваралаштво. Многи познати музичари су додавали мелодију његовим текстовима. Тако је покрет La Nova Cançó користио његове стихове као знак бунтовништва против Франкове диктатуре.
Дела Салвата Папасеита су превођена на више језика. Збирку песама под називом Изабране песме на српски језик превели су Јелена Петановић и Пау Бори.